# Hylephila phyleus
Hylephila phyleus es una mariposa de la familia Hesperiidae. Mide aproximadamente 2,5 cm (1 pulgada) de largo.

## Descripción
Los machos son de color naranja o amarillo con manchas negras, mientras que las hembras son de color marrón oscuro con manchas naranjas o amarillas. Las orugas son de color rosa verdoso con una cabeza negra. Las orugas a menudo se consideran plagas y pueden alimentarse de Cynodon dactylon, Agrostis stolonifera y Stenotaphrum secundatum.
Como todos los otros hespéridos, puede plegar sus alas en forma triangular. Las alas anteriores  se ponen verticales, mientras que las posteriores se mantienen horizontales. 

## Distribución
Hylephila phyleus se distribuye desde el noreste de los Estados Unidos hasta el norte de la Patagonia. Es una especie no migratoria. 